# Dwardius
Genre
Dwardius est un genre fossile de requins lamniformes de la famille des Cardabiodontidae, qui vivait à la charnière du Crétacé inférieur et du Crétacé supérieur.

## Historique
Dwardius a été décrit par Mikael Siversson (d) en 1999 comme un nouveau genre pour l'espèce Cretolamna woodwardi, qui avait été décrite par Jacques Hermann en 1977. Une autre espèce, D. siversoni, a été décrite dans l'Albien moyen du nord-est de la France par V.I. Jelezko en 2000. Son épithète spécifique honore l'auteur du genre. Une troisième espèce, D. sudindicus, a été décrite en 2011 dans la formation de Karai, en Inde, datant du Crétacé.

## Aire géographique
Dwardius vivait à la fin du Crétacé inférieur et au début du Crétacé supérieur en Angleterre, France, Inde et Australie,.

## Liste des espèces
- D. woodwardi (Hermann, 1977) (espèce type)
- D. siversoni Zhelezko, 2000
- D. sudindicus Underwood et al., 2011